# Camera Comunelor a Parlamentului Regatului Unit
Camera Comunelor este camera inferioară a Parlamentul Regatului Unit, care mai cuprinde Monarhul și Camera Lorzilor (camera superioară). Atât Camera Comunelor, cât și Camera Lorzilor, se întrunesc în Palatul Westminster. Camera Comunelor este un organism ales democratic, alcătuit din 650 de membri (începând cu alegerile generale din 2010), care sunt cunoscuți drept „membri ai Parlamentului” (MP). Membrii sunt aleși prin sistemul majoritar uninominal, în districte electorale numite circumscripții. Ei își păstrează fotoliile până la dizolvarea Parlamentului, la maxim cinci ani de la alegerile precedente.

## Istoric
La origine, Camera Comunelor a Angliei a fost înființată în Anglia, în secolul al XIV-lea. De atunci, a avut o funcționare continuă, devenind Camera Comunelor a Marii Britanii după uniunea politică cu Scoția, și apoi, în secolul al XIX-lea, Camera Comunelor a Marii Britanii și Irlandei, după uniunea politică cu Irlanda; după separarea Statul Liber Irlandez în 1922, a rămas Camera Comunelor a Marii Britanii și Irlandei de Nord. Camera Comunelor a fost inițial mai puțin puternică politic decât Camera Lorzilor, însă astăzi puterea ei decizională o depășește pe cea a camerei superioare. O hotărâre a Camerei Comunelor din anul 1911 reducea dreptul Camerei Lorzilor de a putea respinge majoritatea inițiativelor legislative la un simplu drept de amânare. Mai mult, guvernul răspunde în primul rând în fața Camerei Comunelor; prim-ministrul rămâne în funcție doar atât timp cât beneficiază de sprijin politic în Camera Comunelor. Aproape toți miniștrii guvernului provin din Camera Comunelor și, cu o singură excepție , toți prim-miniștrii, începând din 1902.